# Бхагат, Четан
Четан Бхагат (хинди चेतन भगत, род. 22 апреля 1974, Нью-Дели, Индия) — индийский писатель, колумнист, сценарист и видеоблогер. В 2010 году включён журналом Time в список 100 самых влиятельных людей мира. По нескольким его романам были экранизированы фильмы, в том числе «Одна ночь в колл-центре» и «Наполовину девушка».

## Ранние годы и образование
Четан Бхагат родился 22 апреля 1974 года в столице Индии Нью-Дели.
Вырос в традиционной пенджабской индуистской семье. Его отец был подполковником индийской армии, а мать работала научным сотрудником в Индийском институте сельскохозяйственных исследований в Нью-Дели. Бхагат учился в армейской государственной школе Дхаула Куан, где у него проявился интерес к писательскому мастерству, и он публиковал шутки в школьном журнале.
В 1995 году Бхагат получил степень бакалавра технологии в области машиностроения в Индийском технологическом институте в Дели. Затем он поступил в IIM в Ахмадабаде (IIMA), где в 1997 году получил степень в области делового администрирования со специализацией в области маркетинга. В 2018 году IIMA присудила ему награду Young Alumni Achiever's Award в категории «Искусство и развлечения».

## Карьера

### Банковское дело
Прежде чем стать штатным писателем, Четан Бхагат почти 11 лет проработал инвестиционным банкиром, в основном в Гонконге. Он начал свою банковскую карьеру в компании Peregrine Investments Holdings в Канаде, которая прекратила свою деятельность через шесть месяцев. Затем он присоединился к Goldman Sachs в Гонконге и проработал там несколько лет. Позже он перешёл в Deutsche Bank в Мумбаи, где был директором.
Во время работы в Goldman Sachs Бхагат написал свой первый роман «Five Point Someone», который был опубликован в 2004 году. Он продолжал работать в банковской сфере до 2009 года, когда перешел на полноценную писательскую деятельность.
В 2005 году он опубликовал свой второй роман «Однажды ночью в колл-центре». В марте 2008 года Бхагат вернулся в Индию в качестве директора Deutsche Bank в Мумбаи. В том же году был опубликован его третий роман «Три ошибки моей жизни». В 2009 году Бхагат оставил банковскую карьеру, чтобы полностью посвятить себя писательской деятельности.

### Авторская деятельность
В начале 2000-х, работая в Goldman Sachs в Гонконге, он начал писать свой дебютный роман «Кто-то из пяти человек». Рукопись была опубликована издательством Rupa Publications в Дели в 2004 году.

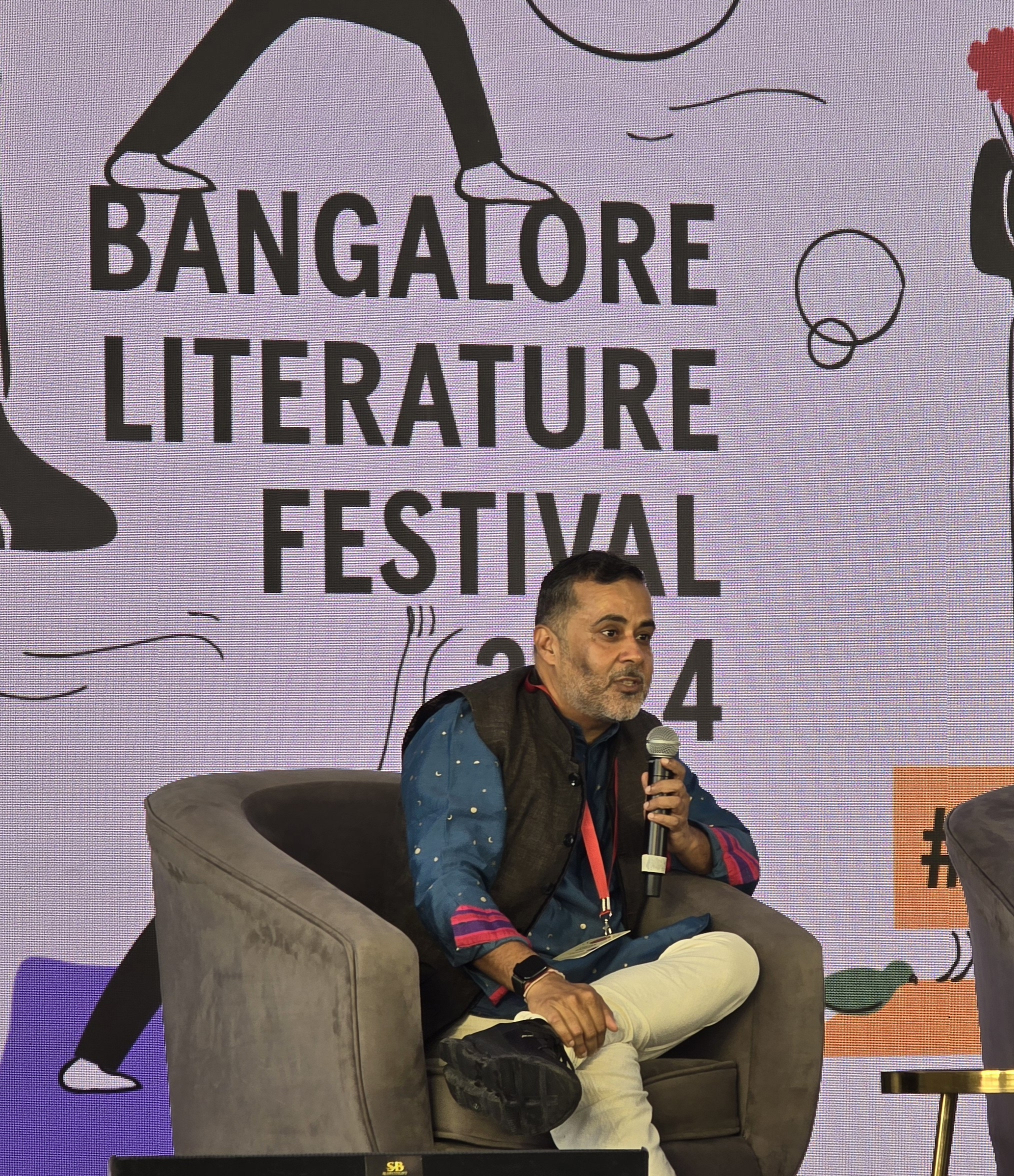
Четан Бхагат на BlrLitFest 2024

Вторая книга Бхагата, «Однажды ночью в колл-центре», была опубликована в 2005 году. За первые три дня после выхода было продано почти 50 000 экземпляров.
Его третий роман «Три ошибки моей жизни» был опубликован в 2008 году.
Четвёртый роман Бхагата «Два штата» был опубликован в 2009 году и вдохновлен его браком с Анушей Сурьянараян. Более поздние романы Бхагата «Революция 2020», «Наполовину девушка» и «Одна индийская девушка» также были коммерчески успешными.
В 2018 году Бхагат опубликовал «Девушка из комнаты 105». За этим последовало «Одно организованное убийство» в 2020 году и «400 дней» в 2021 году.

### Присутствие на экранах
Бхагат был судьёй вместе с Марзи Пестонджи и Прити Зинтой в 7 сезоне танцевального реалити-шоу Nach Baliye, которое транслировалось на индийском телеканале Star Plus.
Бхагат также появился в сериале Netflix «Развязанные», в котором Р. Мадхаван сыграл главную роль. В сериале Мадхаван играет второго по популярности автора в Индии, в то время как Бхагат изображает себя автором индийского бестселлера и соперником Мадхавана.

### Написание сценариев
В фильме «Три ошибки моей жизни» (2013), снятого по его одноименному роману, Бхагат был одним из четырёх авторов сценария. Фильм имел коммерческий успех, и Бхагат вместе с Пубали Чаудхури, Супратиком Сеном и Абхишеком Капуром получил премию Filmfare Award за лучший сценарий.

### Блог на YouTube
Четан Бхагат имеет свой YouTube-канал «Chetan Bhagat», на который он выкладывает мотивационный контент. Он запустил подкаст «Глубокий разговор с Четаном Бхагатом», где он берёт интервью у гостей об их путях к успеху.

## Фильмография
- «Алло, колл-центр слушает!» (англ. Hello, 2008) — основан на книге «Однажды ночью в колл-центре» (англ. One Night at the Call Center)
- «Три идиота» (англ. 3 Idiots, 2009), «Друг» (там. Nanban, 2012) и «Три идиота» (2017, Мексика) — по мотивам книги «Кто-то из пяти» (англ. Five Point Someone, 2004).
- «Три ошибки моей жизни» (хинди Kai Po Che, 2013) — по мотивам книги «Три ошибки моей жизни» (англ. The 3 Mistakes of My Life)
- «Два штата» (англ. 2 States, 2014) — по мотивам книги «Два штата»
- «Подруга наполовину» (англ. Half Girlfriend, 2017) — по мотивам книги «Наполовину девушка»

### Романы
Автономные
- «Кто-то из пяти человек[англ.]» (англ. Five Point Someone, 2005)
- «Одна ночь в колл-центре[англ.]» (англ. One Night at the Call Center, 2006)
- «Три ошибки в моей жизни[англ.]» (англ. The 3 Mistakes of My Life, 2008)
- «Два состояния[англ.]» (англ. 2 States, 2009)
- «Революция 2020[англ.]» (англ. Revolution 2020, 2011)
- «Девушка наполовину[англ.]» (англ. Half Girlfriend, 2014)
- «Одна индийская девушка[англ.]» (англ. One Indian Girl, 2016)

Многосерийные
- «Девушка в комнате 105[англ.]» (англ. The Girl in Room 105, 2018)
- «Одно организованное убийство[англ.]» (англ. One Arranged Murder, 2020)
- «400 дней[англ.]» (англ. 400 Days, 2021)

### Нехудожественные произведения
- «Чего хочет молодая Индия[англ.]» (англ. What Young India Wants, 2012)
- «Сделать Индию замечательной» (англ. Making India Awesome, 2015)
- «Позитивная Индия» (англ. India Positive, 2019)[26]
- «11 правил жизни: секреты повышенного уровня» (англ. 11 Rules For Life: Secrets to Level Up, 2024)

## Награды
- Четан Бхагат был признан «Лучшим начинающим студентом» по версии IIM в Ахмадабаде в 1997 году[3].
- В 2000 году он получил премию Общества молодых отличников[3].
- В 2005 году он получил премию Publisher's Recognition Award[3].
- Включён журналом Time в список 100 самых влиятельных людей мира 2010 года в категории «Художники»[1].
- Вошёл в список 47-го места среди «100 самых креативных людей 2011 года» по версии американского делового журнала Fast Company[27].
- Получил награду «CNN-IBN Indian of the Year 2014» в категории «Развлечения»[28][29].
- Занял 82-е место в списке 100 знаменитостей Индии по версии Forbes за 2017 год[30].
- В 2014 году получил премию IBNLive Movie Awards за лучший сценарий к фильму «Три ошибки моей жизни»[3].
- В 2014 году получил премию Zee Cine Awards за лучший рассказ за фильм «Три ошибки моей жизни»[3].
- В 2022 году удостоен премии «Золотая книга» за книгу «400 дней»[31].

## Личная жизнь
В 1998 году Бхагат женился на Ануше Сурьянараян, с которой познакомился во время учёбы в колледже IIM. Их отношения вдохновили его на написание одного из романов «Два штата». У них есть сыновья-близнецы Шьям Бхагат и Ишан Бхагат.

## Обвинение
В 2018 году, после появления движения MeToo в Индии, анонимная женщина обвинила Бхагата в неподобающем поведении. Были опубликованы скриншоты переписки в WhatsApp, из которых следует, что он преследовал её, несмотря на очевидное отсутствие интереса. Позже Бхагат опубликовал извинения в Facebook, признав свои действия.